# Aspidoras pauciradiatus
Aspidoras pauciradiatus, comumente conhecido como aspiradora, corredora, ou cascudinho, é uma espécie de peixe siluriforme pertencente ao gênero Aspidoras. É endêmico ao Brasil, ocorrendo nos estados de Amazonas e Mato Grosso.